# Харайгун
Харайгун (бур. Хара Уhан) — село в Зиминском районе Иркутской области России. Административный центр Харайгунского муниципального образования. Находится примерно в 20 км к северо-востоку от районного центра.

## История
Населённый пункт основан в 1952 году как лесоучасток, жители которого занимались промышленной рубкой леса. Первоначально он носил название Сахарный по названию предприятия «Сахарлес», работавшее от Министерства пищевой промышленности. Название Харайгун было дано позже по реке, которая получила своё название от бурятского хара уhан — «чёрная вода». Первым строением была баня, где временно проживали 16 человек. Каждый месяц заготавливалось по 20 кубов древесины на человека. В начале 1960-х участок перешёл под управление Карымского леспромхоза, в 1970-е он стал подразделением Зиминского леспромхоза. В 1990-е лесопредприятие было расформировано.

## Население
| 2002 | 2010 | 2011 | 2012 |
| ---- | ---- | ---- | ---- |
| 340  | ↘333 | ↘332 | →332 |

Гендерный состав
По данным Всероссийской переписи, в 2010 году в селе проживали 333 человека (162 мужчины и 171 женщина).